# Otto (Polen)
Otto (polnisch Otto Bolesławowic; * um 1000; † 1033) war ab 1031 Herzog und Mitregent von Polen aus dem Adelsgeschlecht der Piasten.

## Leben
Der jüngste Sohn von König Boleslaw I. Chrobry  und der Emnilda wurde anlässlich des Treffens in Gnesen im Jahr 1000 auf den Namen Kaiser Ottos III. getauft. Nur zum Jahr 1018, als er Oda, die Tochter des Markgrafen Ekkehard von Meißen und letzte Gemahlin Bolesławs, nach Polen geleitete, wird Otto in den Quellen als handelnde Person fassbar. Nach der Machtübernahme Mieszko II. Lamberts, 1025, ging Otto, wie sein Halbbruder Bezprym (mit dem ihn die Quellen zum Teil verwechseln) zunächst in die Opposition, danach ins Exil. Ottos Rolle nach dem Sturz Mieszkos, 1031, ist nicht mit Sicherheit zu klären. Möglicherweise ist er einer der Tetrarchen, die Kaiser Konrad II. 1033 für Polen einsetzte. Kurz darauf starb Herzog Otto, möglicherweise durch Mord.

## Bemerkungen
1. ↑  Patronym: Otto, [Sohn] des Bolesław.

| Personendaten    | Personendaten                                          |
| ---------------- | ------------------------------------------------------ |
| NAME             | Otto                                                   |
| ALTERNATIVNAMEN  | Otton                                                  |
| KURZBESCHREIBUNG | Herzog von Polen (1033) aus dem Geschlecht der Piasten |
| GEBURTSDATUM     | um 1000                                                |
| STERBEDATUM      | 1033                                                   |